# Квятковский, Александр Александрович (большевик)
Александр Александрович Квятковский (1878 — после 1928) — видный русский революционер, член ЦК РСДРП (1905), председатель правления внешнеторговой компании «Аркос» (1921—1925), близкий соратник Л. Б. Красина.

## Биография
Сын народовольца А. А. Квятковского, — участника покушений на императора Александра II. 

Воспитывался в семье отчима — И. П. Пьянкова, участника народнического движения, чернопередельца, происходившего из богатой купеческой семьи. После ссылки в Верхоленске семья перебирается в Иркутск, а в 1889 году — в Благовещенск, где И. П. Пьянков возвращается в семейный бизнес и отходит от революционной деятельности.
Обучался в гимназии во Владивостоке и Благовещенске. В 1897 году поступает в Петербургский университет, затем переводится в Медико-хирургическую академию, откуда исключен за участие в студенческих беспорядках 1899 года. В том же году арестован и выслан в Кишинёв, где участвовал в печатании и распространении «Искры», а также нелегальной литературы с помощью своей тетки Квятковской Ю. А., владелицы глазной лечебницы.
С 1902 по 1906 год неоднократно арестовывался. В начале 1905 года кооптирован в члены ЦК РСДРП.
В 1907 году Квятковский отошел от революционной деятельности и поступил на службу в торговый дом своего отчима, где быстро стал директором.
В начале 1917 призван в армию, после Февральской революции — председатель ротного и член полкового комитета. Участвовал в работе Всероссийского Союза Городов. После Октябрьской революции восстановился в партии и работал на хозяйственных должностях в ВСНХ и СТО. С 1918 служил комиссаром Центрального военно-технического управления РСФСР, был близок к Ленину.
В августе 1921 года был направлен в Великобританию в качестве содиректора советской внешнеторговой организации «Arcos Ltd» специально созданной большевиками для внешней торговли, с уставным капиталом на 1924 год — 900 тысяч фунтов стерлингов. Компания имела и свой собственный банк — «Arcos Banking Corporation Ltd» с уставным капиталом — 700 тысяч фунтов стерлингов. С октября того же года — директор-распорядитель и председатель правления.
В декабре 1921 года в результате партийной чистки был исключен из РКП(б), но, несмотря на это, сохранил свои должности в «Аркосе». Его сослуживец Георгий Соломон описывает деятельность Квятковского резко негативно; именно он "явился героем, побившим рекорд в тех гнусностях, которые творились в «Аркосе»".
В январе 1925 из Москвы была направлена комиссия под руководством Б. А. Ройзенмана для обследования деятельности «Аркоса», которая доложила о множестве нарушений и потребовала замены руководства. В июне того же года А. А. Квятковский был отозван в Москву и вскоре был арестован по обвинению в финансовых злоупотреблениях.
На закрытом процессе в конце 1927 года был Квятковский приговорен к 10-летнему тюремному заключению.

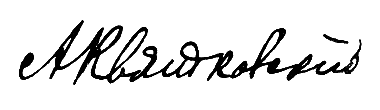
Автограф А. А. Квятковского

Дальнейшая судьба неизвестна.
<...Квятковский был участником Первой русской революции, искровцем, он входил от большевиков в состав ЦК РСДРП, был близким товарищем Красина. Его, правда, вычистили в 21-м году из партии, но тем не менее он был на дружеской ноге с Рыковым. Квятковский знал всех и его знали все, и вдруг вызвали из Лондона в Москву и арестовали. Когда заграничные служащие узнали, что арестован сам Квятковский, что другой служащий АРКОСа приглашен в Москву и тоже арестован, тут же начался поток невозвращенцев...>